# براندون سیمپسون
براندون سیمپسون (انگلیسی: Brandon Simpson؛ زادهٔ ۶ سپتامبر ۱۹۸۱) دونده جامائیکایی‌تبار اهل بحرین است.